# Manau (Bardiya)
Manau (nep. मनाऊ) – gaun wikas samiti w zachodniej części Nepalu w strefie Bheri w dystrykcie Bardiya. Według nepalskiego spisu powszechnego z 2001 roku liczył on 1080 gospodarstw domowych i 7054 mieszkańców (3569 kobiet i 3485 mężczyzn).